# Liste des matchs de l'équipe du Botswana de football par adversaire
Cette liste présente les matchs de l'équipe du Botswana de football par adversaire rencontré.
- Haut – A
- B
- C
- D
- E
- F
- G
- H
- I
- J
- K
- L
- M
- N
- O
- P
- Q
- R
- S
- T
- U
- V
- W
- X
- Y
- Z

## A

### Angola
| Date            | Lieu                         | Match             | Score         | Compétition                                 |
| 22 janvier 1995 | Gaborone Botswana            | Botswana - Angola | 1-2           | Qualifications pour la Coupe d'Afrique 1996 |
| 30 juillet 1995 | Luanda Angola                | Angola - Botswana | 4-0           | Qualifications pour la Coupe d'Afrique 1996 |
| 18 juillet 2004 | Luanda Angola                | Angola - Botswana | 1-1 (5-3 pen) | Match amical                                |
| 9 août 2005     | Johannesbourg Afrique du Sud | Botswana - Angola | 0-0           | Match amical                                |
| 10 août 2005    | Johannesbourg Afrique du Sud | Angola - Botswana | 0-0           | Match amical                                |
| 29 juillet 2007 | Gaborone Botswana            | Botswana - Angola | 0-0 (3-1 pen) | Match amical                                |

#### Bilan
- Total de matchs disputés : 6
- Victoires de l'équipe d'Angola : 2
- Victoires de l'équipe du Botswana : 0
- Match nul : 4

## C

### Comores

#### Confrontations
Confrontations entre le Botswana et les Comores :
|   | Date            | Lieu        | Match              | Score | Compétition                                                  |
| - | --------------- | ----------- | ------------------ | ----- | ------------------------------------------------------------ |
| 1 | 18 octobre 2009 | Bulawayo    | Comores - Botswana | 0-0   | Coupe COSAFA 2009 (gr. B)                                    |
| 2 | 24 mars 2016    | Mitsamiouli | Comores - Botswana | 1-0   | Qualifications à la Coupe d'Afrique des nations 2017 (gr. D) |
| 3 | 27 mars 2016    | Francistown | Botswana - Comores | 2-1   | Qualifications à la Coupe d'Afrique des nations 2017 (gr. D) |

#### Bilan
Au 17 avril 2019 :
- Total de matchs disputés : 3
- Victoires du Botswana : 1
- Matchs nuls : 1
- Victoires des Comores : 1
- Total de buts marqués par le Botswana : 2
- Total de buts marqués par les Comores : 2

## M

### Maroc
| Date | Lieu              | Match            | Score | Compétition                                              |
| ---- | ----------------- | ---------------- | ----- | -------------------------------------------------------- |
| 2005 | Gaborone Botswana | Botswana - Maroc | 0-1   | Tours préliminaires à la Coupe du monde de football 2006 |
| 2005 | Maroc             | Maroc - Botswana | 1-0   | Tours préliminaires à la Coupe du monde de football 2006 |
| 2007 | Maroc             | Maroc - Botswana | 1-0   | Tours préliminaires des jeux olympiques 2008             |
| 2007 | Botswana          | Botswana - Maroc | 0-2   | Tours préliminaires des jeux olympiques 2008             |

#### Bilan
- Total de matchs disputés : 4
- Victoires de l'équipe du Maroc : 3
- Victoires de l'équipe du Botswana :1
- Matchs nuls :0

### Maurice
| Date         | Lieu     | Match              | Score | Compétition  |
| 28 mars 1987 | Botswana | Botswana - Maurice | 0-0   | Match amical |
| 10 juin 1990 | Botswana | Botswana - Maurice | 0-1   | Match amical |

## R

### République centrafricaine

#### Confrontations
Confrontations entre la République centrafricaine et le Botswana :
|   | Date         | Lieu    | Match                                | Score | Compétition                                                      |
| - | ------------ | ------- | ------------------------------------ | ----- | ---------------------------------------------------------------- |
| 1 | 2 juin 2012  | Bangui  | République centrafricaine - Botswana | 2-0   | Éliminatoires de la Coupe du monde 2014 : zone Afrique, groupe A |
| 2 | 15 juin 2013 | Lobatse | Botswana - République centrafricaine | 3-2   | Éliminatoires de la Coupe du monde 2014 : zone Afrique, groupe A |

#### Bilan
Au 19 avril 2019 :
- Total de matchs disputés : 2
- Victoires de la République centrafricaine : 1
- Matchs nuls : 0
- Victoires du Botswana : 1
- Total de buts marqués par la République centrafricaine : 4
- Total de buts marqués par le Botswana : 3

## S

### Sénégal
| Date              | Lieu     | Match              | Score | Compétition                     |
| 10 septembre 2014 | Gaborone | Botswana - Sénégal | 0-2   | Qualifications pour la CAN 2015 |
| 19 novembre 2014  | Dakar    | Sénégal - Botswana | 3-0   | Qualifications pour la CAN 2015 |

#### Bilan
- Total de matchs disputés : 2
- Victoires de l'équipe du Sénégal : 2
- Victoires de l'équipe du Botswana : 0
- Matchs nuls :0

### Seychelles
| Date            | Lieu                | Match                 | Score | Compétition       |
| 22 octobre 2009 | Bulawayo , Zimbabwe | Seychelles - Botswana | 0-2   | Coupe COSAFA 2009 |

### Soudan du Sud
Confrontations entre le Botswana et le Soudan du Sud :
|   | Date        | Lieu     | Match                    | Score | Compétition  |
| 1 | 5 mars 2014 | Gaborone | Botswana - Soudan du Sud | 3-0   | Match amical |

#### Bilan
Au 4 mai 2019 :
Total de matchs disputés : 1
- Victoire de l'équipe du Soudan du Sud : 0
- Match nul : 0
- Victoire de l'équipe du Botswana : 1

## Z

### Zimbabwe
| Date              | Lieu     | Match               | Score | Compétition  |
| 30 septembre 2014 | Botswana | Botswana - Zimbabwe | 1-0   | Match amical |